# Keila-Wasserfall
Der Keila-Wasserfall (estnisch Keila juga) ist ein Wasserfall in Estland.
Der Wasserfall liegt im nördlichen Estland am Fluss Keila im Kreis Harju.
Der Keila-Wasserfall ist zwischen 5,5 und 6,0 m hoch und über 50 m breit. Damit ist er nach dem Narva-Wasserfall und dem Jägala-Wasserfall der drittgrößte Wasserfall in Estland.
In der Nähe befinden sich ein Park und das 1833 nach Plänen von Andrei Iwanowitsch Stackenschneider errichtete Gutshaus von Keila-Joa.